# 文生·德·保祿

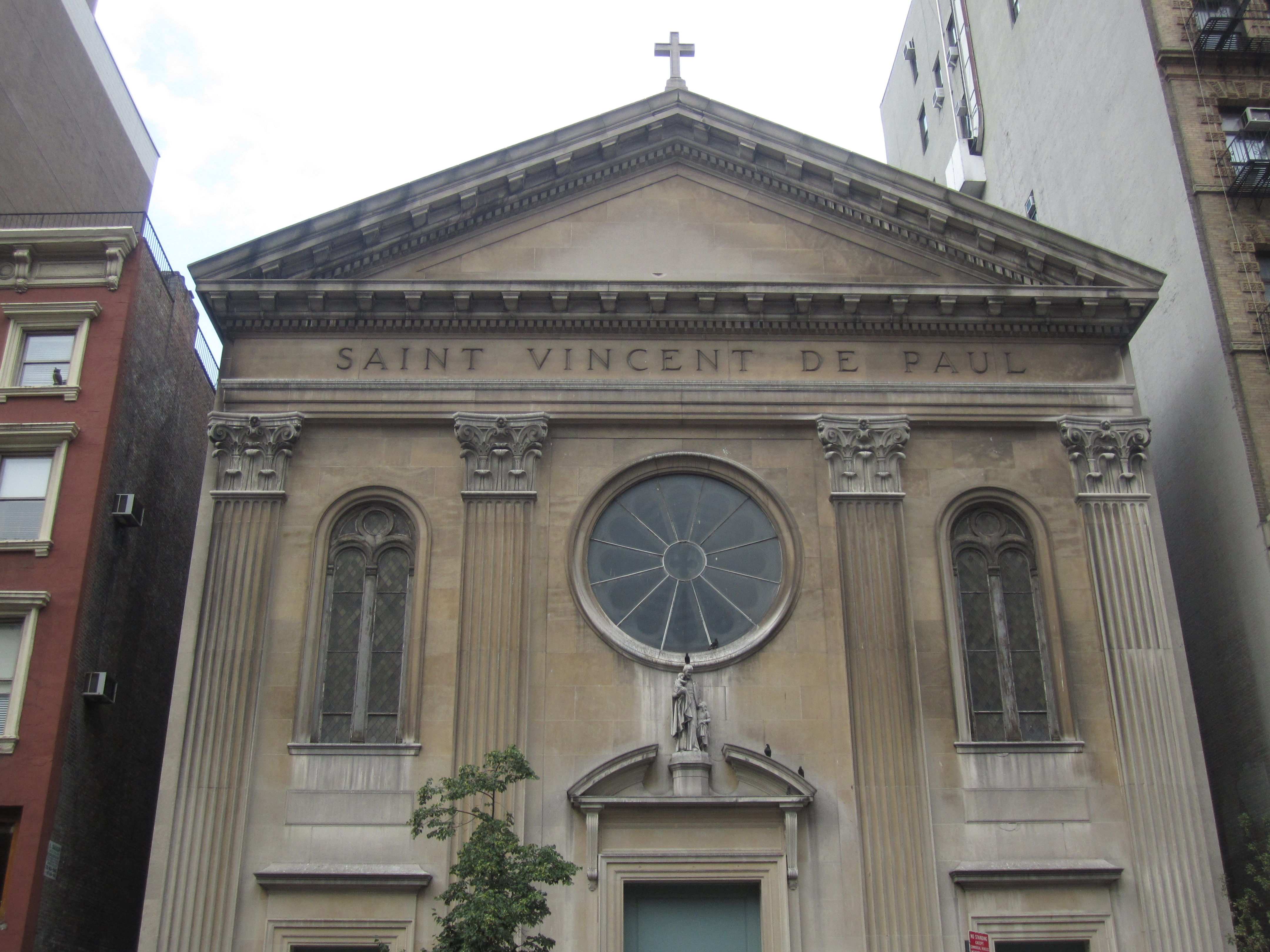
位於紐約曼哈頓的聖文生天主教堂

文生·德·保祿（法語：Vincent de Paul，1581年4月24日—1660年9月27日），普世聖公宗譯雲先·特·保羅，生於法國加斯科涅朗德省，天主教神父，遣使會會祖，畢生致力於服務窮人。1729年列為真福，1737年被祝聖，天主教會及普世聖公宗都承認他是聖人，經常被稱為聖文生 或聖雲先。

## 生平
1625年創辦遣使會。

## 外部連結
- 聖文生小傳